# Musée de Trouville - Villa Montebello
Le musée de Trouville - Villa Montebello est un musée d'art français situé à Trouville-sur-Mer (Calvados), inauguré en 1972.

## Historique
La villa Montebello est construite en 1865 par l'architecte Louis Jean Celinski de Zaremba (né le 10 janvier 1814 à Koniemłoty en Pologne, mort le 22 mai 1877 à Trouville-sur-Mer) pour Marie Augustine Mathilde Périer, petite-fille de l'un des quinze régents fondateurs de la Banque de France : Claude Perier, veuve du comte Alfred Lannes de Montebello, fils du maréchal Lannes, duc de Montebello.
Le style historicisant de la villa caractérise les goûts de l'aristocratie d'Empire installée en villégiature estivale pendant la seconde moitié du XIXe siècle.
En 1863, la comtesse de Montebello, née Marie Perier, veuve d'Alfred Lannes premier comte de Montebello, 3e fils du maréchal d'Empire Jean Lannes, duc de Montebello, acquiert 4 300 m2 de terrains vierges avec accès à la mer. Elle y fait construire une villa imposante, aussi monumentale que celle du duc de Morny à Deauville, la villa Sergewna, sa contemporaine aujourd'hui détruite.
Délaissée à la mort de la comtesse en 1877, ses héritiers n'occupent les lieux qu'occasionnellement pendant vingt ans.
La villa ne retrouve son activité qu'à la Belle Époque avec sa nouvelle occupante, la comtesse de Le Roydeville, épouse du comte Émile Joseph Gaston de Le Roydeville, fils de la comtesse de Montebello, né de son premier mariage, mais la Première Guerre mondiale suspend l'activité festive de la station balnéaire. Remariée en 1909 à un Allemand François Pringal, la comtesse de Le Roydeville-Pringal est privée de son bien en exécution du décret relatif à l'interdiction des relations commerciales avec l'ennemi. La villa, mise sous séquestre en 1915, est vendue aux enchères publiques en 1921. Achetée par Isidore Neujahr, celui-ci perd sa fortune en procès pour obtenir l'accès direct à la mer.
La villa, proposée à la vente, est acquise en 1939 par la municipalité de Trouville-sur-Mer plus intéressée par le parc et qui souhaite dans un premier temps faire un jardin public face à la mer avant d'y installer son musée.
En juin 1940, la villa, vide de son mobilier, se destine à accueillir les réfugiés du Nord de la France : on y installe des paillasses.
La position stratégique de l'édifice sur la plage et dominant la baie de Seine lui vaut d'être repérée et réquisitionnée par l'armée allemande. Elle devient un abri tactique pour les radars et possède un poste central de tir pour les batteries d'artillerie d'Hennequeville. Le rez-de-chaussée est caparaçonné d'une chape de béton pour abriter un émetteur radio. L'aspect extérieur n'est pas touché. Bombardée à deux reprises par les Alliés, elle n'est pas irrémédiablement atteinte.
Après la libération, en 1946, un commando de déminage, composé de prisonniers allemands, y installe son quartier général. La villa est ceinturée d'une triple rangée de barbelés.
La chape de béton de plus d'un mètre est détruite. La villa est transformée en groupe scolaire. En 1949, les élèves sont scolarisés dans leur nouvelle école, qui ne se nomme plus villa Montebello mais cours complémentaire Général Leclerc.
En 1971, la villa Montebello est vide d'élèves, l'Éducation nationale l'a délaissée pour des locaux neufs. En 1972, au rez-de-chaussée de la villa, sont ouvertes les premières salles du musée. La partie haute reste encore occupée quelques années par des logements d'instituteurs.
L'édifice fait l'objet d'une inscription au titre des monuments historiques depuis le 16 juillet 1987.

## Collections

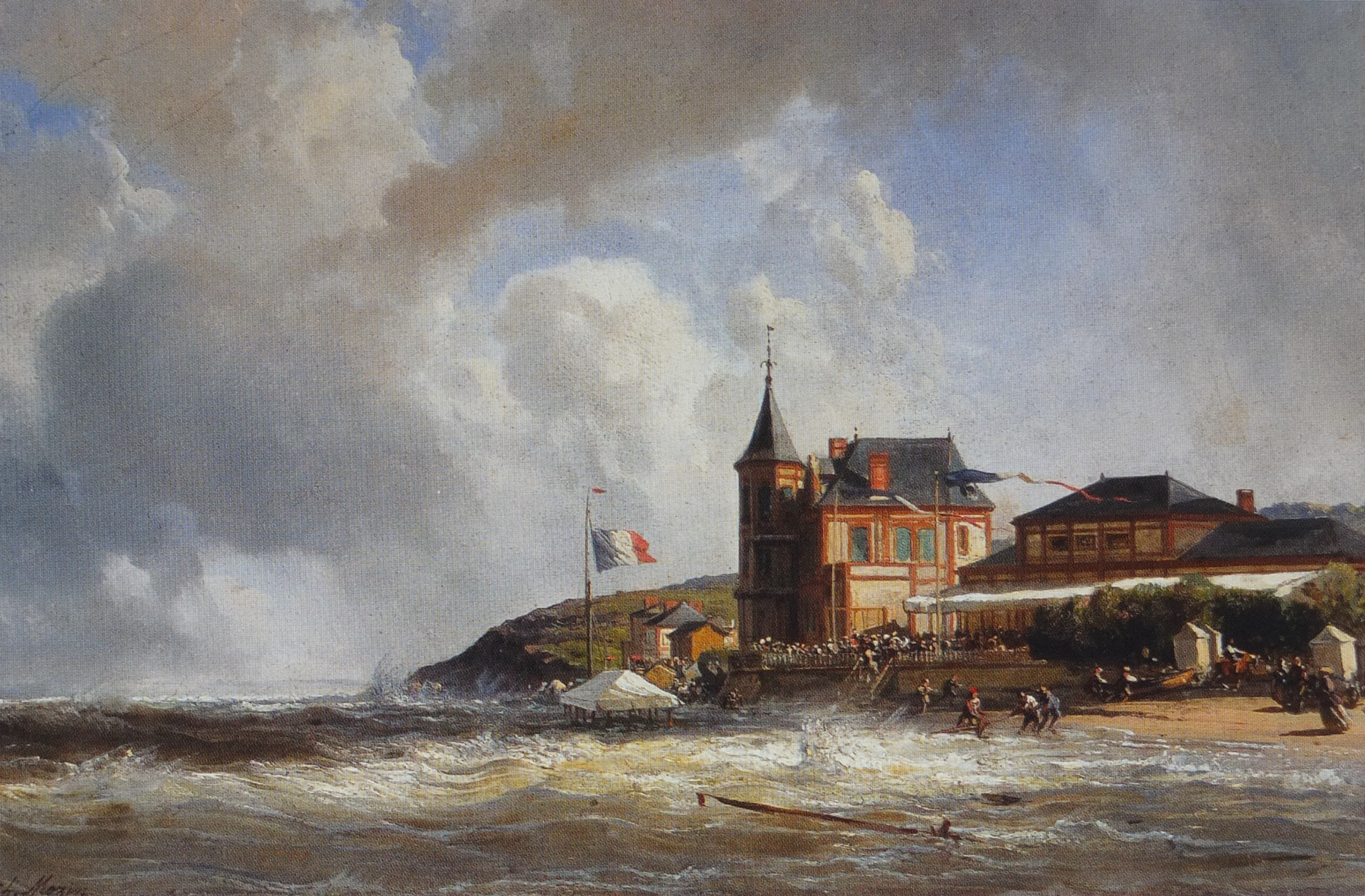
Charles Mozin, La Plage de Trouville par grande marée (vers 1850).

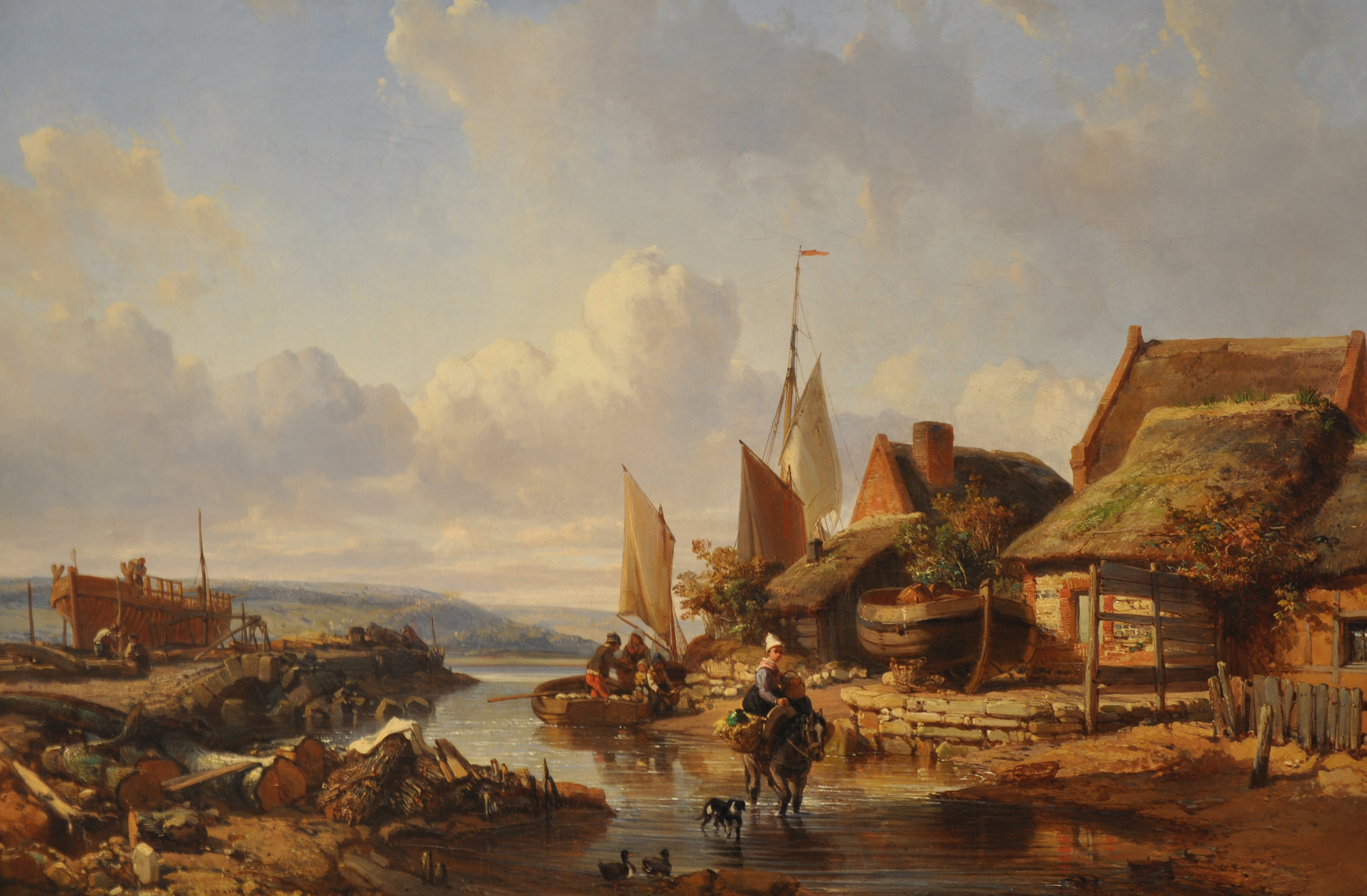
Charles Mozin, Le Confluent du ruisseau de Calenville avec la Touques ou Le Quernet.

- Eugène Boudin, aquarelles.
- Salvador Dalí
- Honoré Daumier
- Kees van Dongen
- Raoul Dufy
- Charles-Théodore Frère
- André Hambourg
- Francis Harburger
- Eugène Isabey
- Maxime Lalanne
- Henri Michel-Lévy
- Charles Mozin
- Jules Noël
- Jacques Pasquier
- Charles François Pécrus
- Raymond Savignac

## Expositions
- 1963 : Charles Mozin, Paul Huet et les peintres découvreurs de Trouville.
- Du 28 mai au 1er août 1988 : Charles Mozin.
- 2006 : Le Maghreb d'André Hambourg (1909-1999).
- 2015 : Peindre la lumière, réouverture de la salle André-Hambourg.
- Du 23 juin au 11 novembre 2018 : Tableaux et de lithographies de Charles Mozin.
- Octobre 2020 : André Hambourg (1909-1999).
- De juillet à août 2021 : 36 vues de Port Coton et quelques autres, de Stéphane Quoniam.
- Du 26 février au 12 juin 2022 : Juste au dessus des Roches Noires, de Virginie Barré.